# Rihard
Rihard je moško osebno ime.

## Izvor imena
Ime Rihard izhaja iz nemškega imena Richard, to pa iz starejšega Richart. Ime Richart je zloženo iz starovisokonemških besed rîchi v pomenu »mogočen, silen; knez« in hart »močan, drzen«.

## Različice imena
- moške različice imena: Diki, Richard, Ričard, Rik, Rikard, Rikardo, Riki, Riko
- ženske različice imena: Rika, Riharda

## Tujejezikovne različice imena
- pri Angležih, Francozih: Richard
- pri Italijanih:  Riccaro
- pri Poljakih: Ryszard
- pri Rusih: Ричард
- pri Švedih: Rikard

## Pogostost imena
Po podatkih Statističnega urada Republike Slovenije je bilo na dan 31. decembra 2007 v Sloveniji število moških oseb z imenom Rihard: 355.

## Osebni praznik
V koledarju je ime Rihard zapisano: 3. februarja (Rihard, angleški škof , † 3.aprila 1253) in 7. februarja (Rihard, saški kralj, † 7.februarja v 10. stol.) 

## Zanimivost
Rihard je bilo pogosto ime med plemiči in vladarji v srednjem veku, zlasti angleških kraljev, med katerimi je zelo Rihard I. Levjesrčni.